# Cantó d'Amiens-3 (Nord-Est)
El cantó d'Amiens-3 (Nord-Est) és un cantó francès del departament del Somme, situat al districte d'Amiens. Té un municipi i part del d'Amiens.

## Municipis
- Amiens (part)
- Rivery

## Història
| Data d'elecció                           | Identitat         | Partit          | Qualitat |
| ---------------------------------------- | ----------------- | --------------- | -------- |
| 1945-1951                                | Honeste Lagny     | PCF             |          |
| 1951-1975                                | Léon Dupontreué   | PCF             |          |
| 1975-2001                                | René Carouge      | PCF             |          |
| 2001-2008                                | Isabelle Griffoin | UDF, després NC |          |
| 2008-                                    | Sarah Thuilliez   | PS              |          |
| les dades anteriors no són pas conegudes |                   |                 |          |
|                                          |                   |                 |          |